# 와사샤타
와사샤타는 기원전 13세기 초 하니갈바트의 후르 왕국의 왕(재위:기원전 1300~1280)이었다.
그의 아버지 샤투아라 1세처럼 와사샤타는 아시리아의 속주왕이었다. 그는 그의 제왕 아다드-니라리 1세 (ca. 1295-1263 BC)에 반란 하였다. 그리고 히타이트에 헛된 구원을 청하였다. 그 왕국은 내전이 먼저 발생하였다. 아마도 하투실리 3세의 찬탈과 관련된다. 그는 조카 우르히-테슙을 추방하였다. 히타이트는 오아샤타의 돈을 받았지만 돕지 않았다.
아시리아는 그의 반란을 진압하고 하니갈바트를 유린하였다. 왕도 타이두를 정복하고 와시슈칸니, 아마사쿠, 카하트, 슈루, 마불라, 후라와 슈두후를 점령하였다. 그들은 이리두를 완전히 파괴하고 그위에 소금을 뿌렸다. 와샤샤타의 아내와 딸들은 왕족들과 포로들과 함께 체포되어 아슈르로 보내어 졌다. 그리고 와사샤타는 히타이트 문헌에 나타나는데 그는 슈브리아라 불리는 축소된 미탄니의 지배자가 되었다.
| 전 대 샤투아라 1세 | 제13대 미탄니 국왕 기원전 1300~기원전 1280 | 후 대 샤투아라 2세 |

## 같이 보기
- 미탄니